# Universidad de Piura
La Universidad de Piura (UDEP) es una universidad privada peruana con sedes en las ciudades de Piura y Lima. Figura en el top 10 de las mejores universidades de Perú, de acuerdo con la clasificación elaborada por AméricaEconomía.
Fue fundada en Piura el 7 de abril de 1969, por impulso de Josemaría Escrivá de Balaguer, fundador del Opus Dei. Se trata de una iniciativa de apostolado corporativo del Opus Dei, lo que significa que es una entidad respaldada por miembros de la Obra y también por otras personas, independientemente de su afiliación religiosa, incluyendo tanto a individuos católicos como no católicos.

## Historia

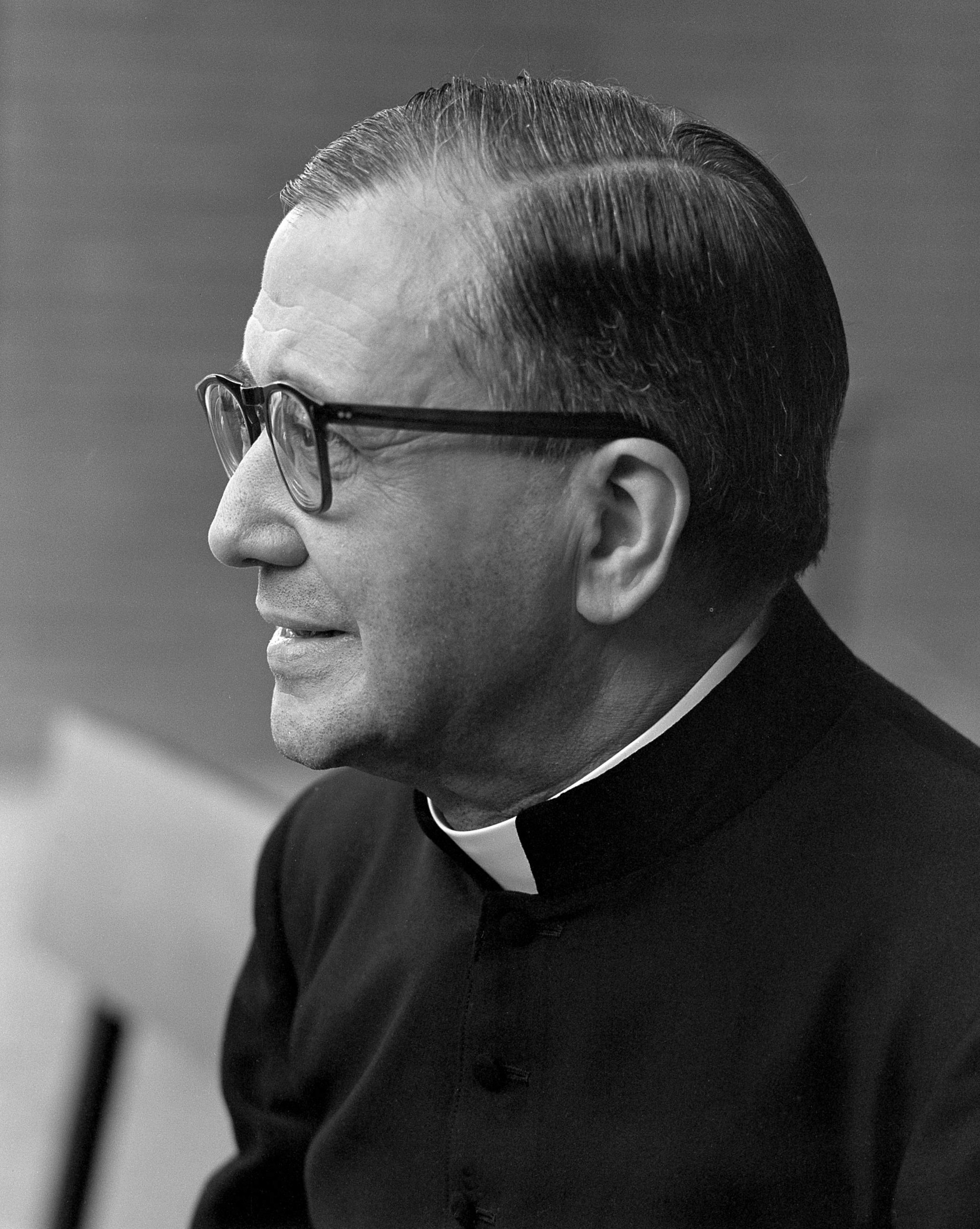
San Josemaría Escrivá de Balaguer Fundador del Opus Dei y de la Universidad de Piura

La historia de la Universidad de Piura inició en noviembre de 1964, en un encuentro con profesores de la Universidad de Navarra con quien llegara a ser su Fundador y Primer Gran Canciller: San Josemaría Escrivá. Él expreso: «Yo quisiera daros una dimensión de la Universidad de Navarra, es punto de partida y no de llegada».
En aquella reunión estuvo el doctor Eugenio Giménez, quien cuatro meses más tarde se encontraría en Lima trabajando con las personas que en 1965, constituirían la Asociación para el Desarrollo de la Enseñanza Universitaria (ADEU): entidad promotora de la Universidad de Piura.
Conformaron ADEU: José Agustín de la Puente Candamo, Jacobo Rey Elmore, Eugenio Giménez y Martínez de Carbajal, así como Ramón Mugica Martínez y Rafael Estartús Tobella; y, como presidente honorario, Víctor Andrés Belaúnde.
En diciembre de ese año, el entonces obispo de Piura, Erasmo Hinojosa, presenta una solicitud al fundador del Opus Dei, San Josemaría, para la organización y funcionamiento de la Universidad de Piura. Luego de algún tiempo de trabajos y gestiones, el 7 de abril de 1969 se lleva a cabo la primera ceremonia oficial de Apertura del Año Académico de la UDEP.

## Centros académicos
Dispone de siete facultades, operando en dos campus ubicados en Piura y Lima, y cuenta con la aprobación para ofrecer 72 programas académicos en niveles de pregrado y posgrado. Además, posee varios centros especializados que complementan sus actividades en áreas como investigación, cultura, internacionalización, empleabilidad, responsabilidad social, deporte, entre otras. De igual manera, la universidad alberga el PAD-Escuela de Dirección, que desde 1979 ha proporcionado actualización y opciones de desarrollo profesional a empresarios y altos directivos mediante diversos programas formativos.
Las actividades académicas en el Campus Lima comenzaron en 1999 a través de una colaboración con el Instituto Superior Montemar en su programa de Administración de Servicios de Hostelería. Esta asociación brindó a los estudiantes la oportunidad de ampliar sus estudios por dos años adicionales, obteniendo así el título de Bachiller en Administración de Servicios. Inicialmente, las clases se llevaban a cabo en la Casona del Instituto; sin embargo, en 2006, se trasladaron a la ubicación previa del Colegio Salcantay en San Isidro. Posteriormente, en 2018, se establecieron en la antigua sede del Colegio Champagnat, conocida como la Casona Pardo, construida en 1920 y designada como Patrimonio Histórico Inmueble de la Nación. Desde entonces, esta locación alberga la Facultad de Humanidades y el Centro Cultural de la universidad en Lima.

## Organización
La Universidad de Piura es una comunidad de maestros, alumnos y graduados dedicada a los fines esenciales de una institución universitaria católica. Es autónoma administrativa, económica, normativa y académicamente; así como en su gobierno.

### Autoridades eclesiásticas
Actualmente Mons. Fernando Ocáriz Braña es su Gran Canciller y el padre Ángel Gómez-Hortigüela Amillo es su Vice Gran Canciller, ambos pertenecen a la prelatura personal del Opus Dei. El primer Gran Canciller fue San Josemaría Escrivá, del 7 de abril de 1969 hasta el 26 de junio de 1975.

### Autoridades Universitarias
La Universidad de Piura está dirigida por un rectorado representado, desde el 7 de agosto del 2024, por Paul Corcuera García. Sus tres vicerrectores son Susana Vegas (vicerrectora Académica), Marcos Agurto (vicerrector de Investigación) y María Pía Chirinos (vicerrectora de Campus Lima).

## Estudios

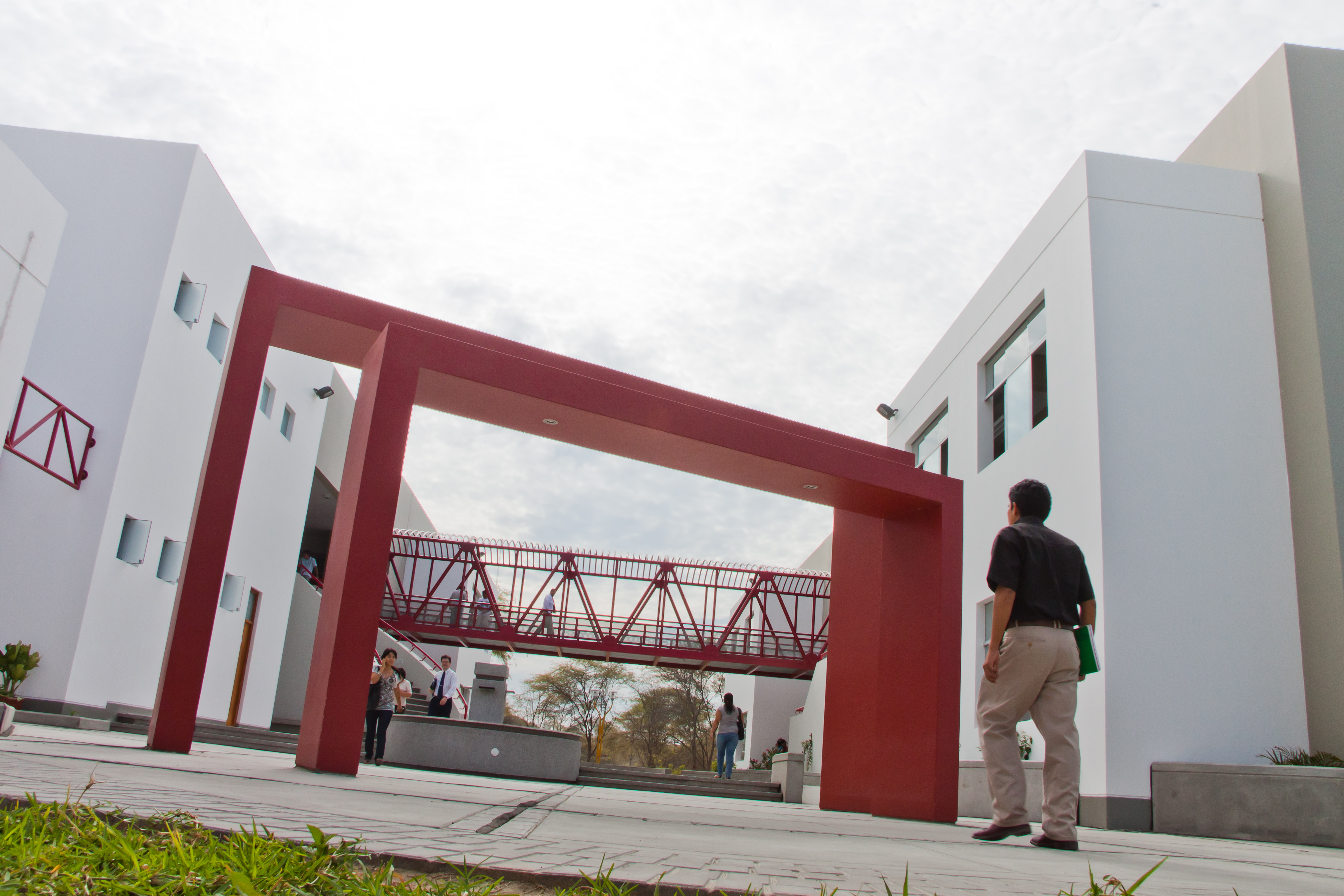
Edificio de la Facultad de Derecho.

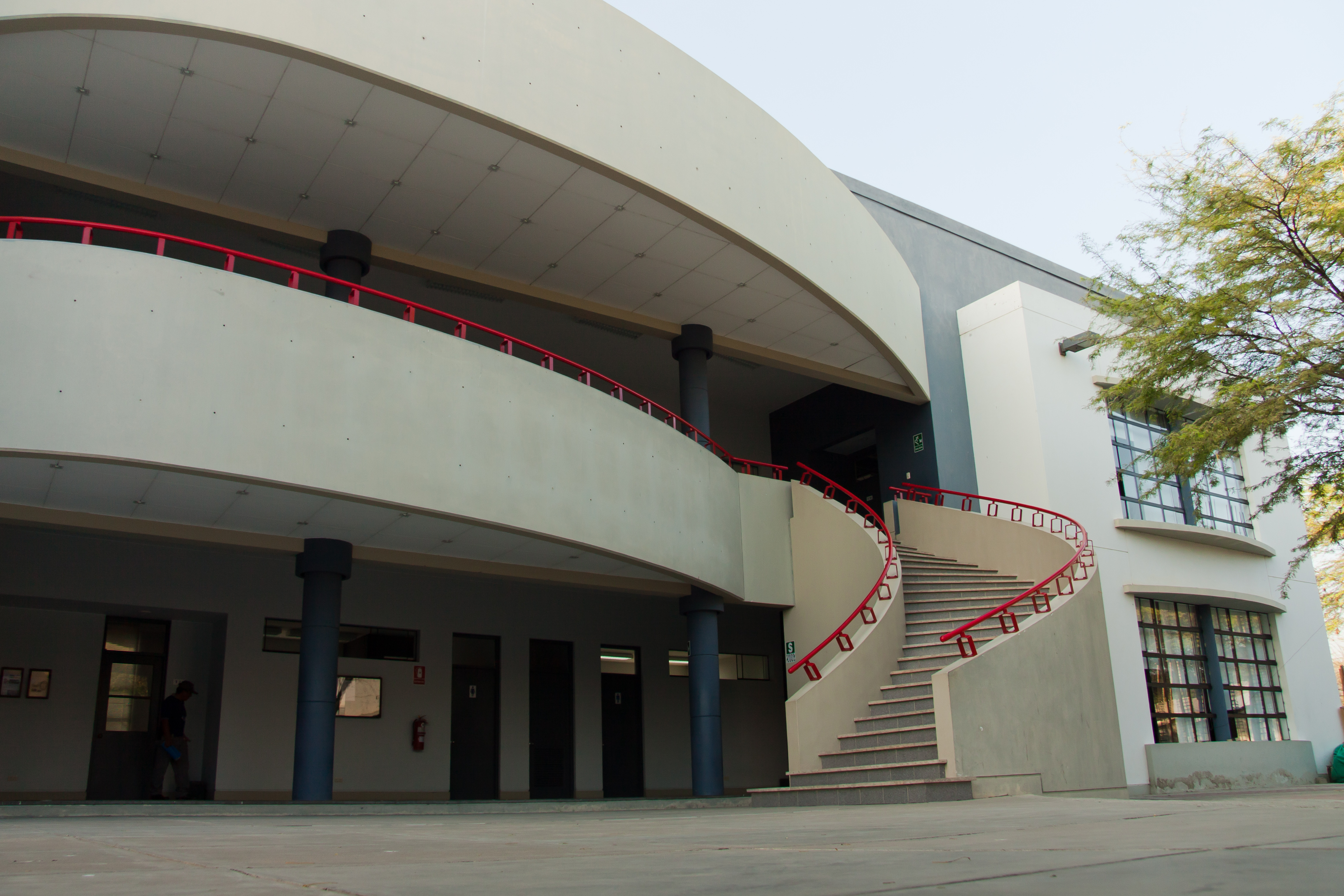
Edificio de aulas de la Facultad de Comunicación.

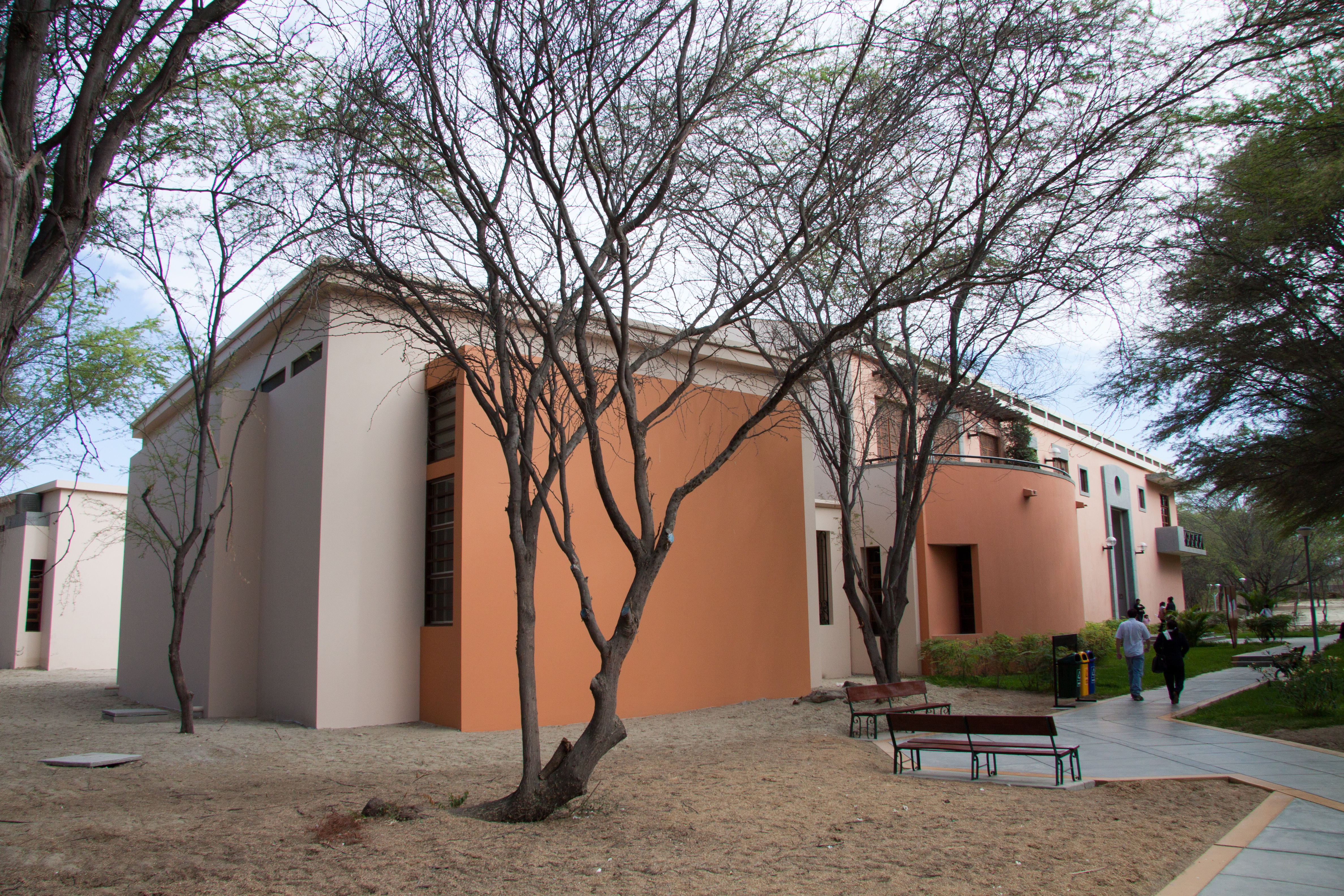
Vista del Edificio de Educación.

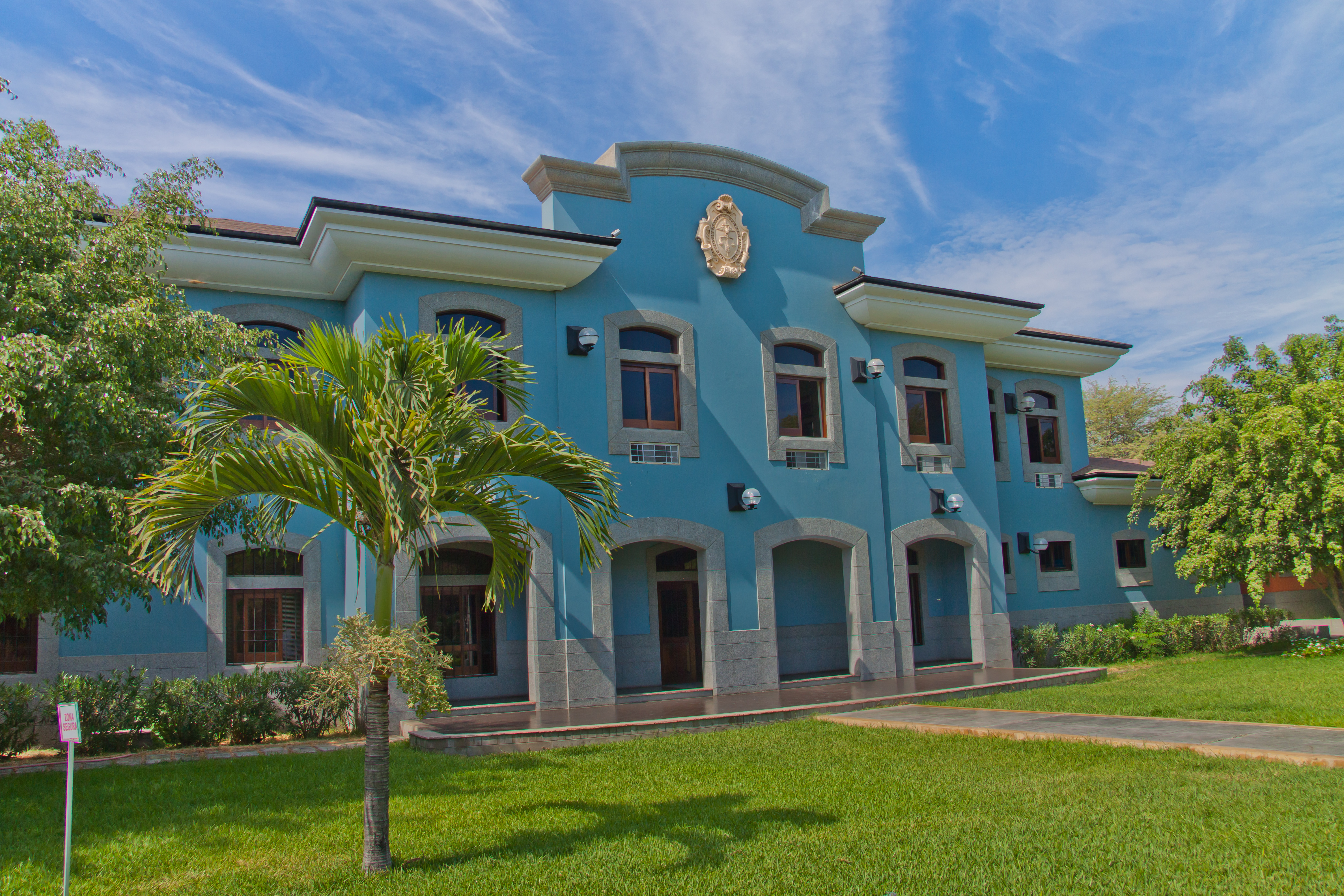
Edificio de Gobierno.

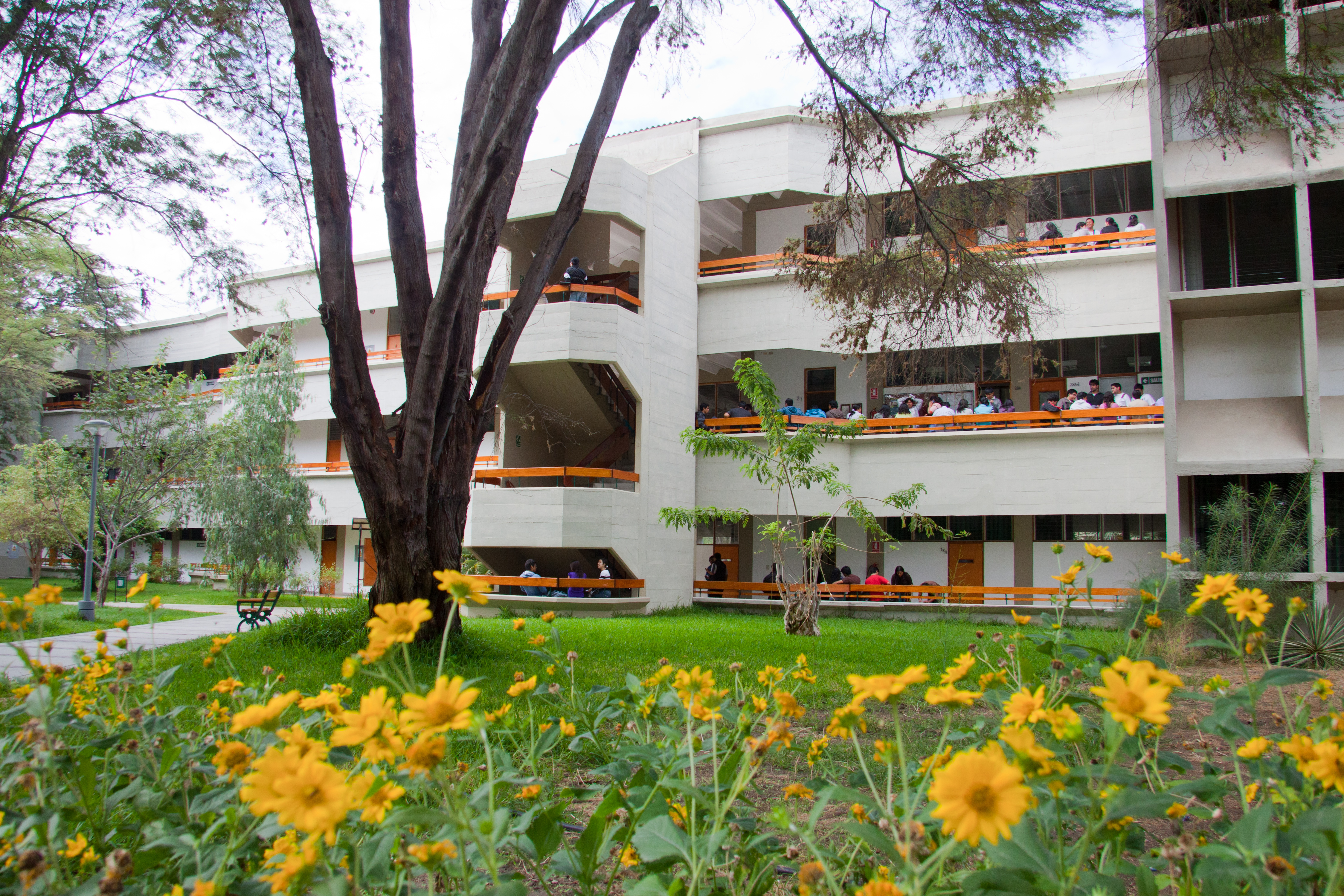
Edificio 80.

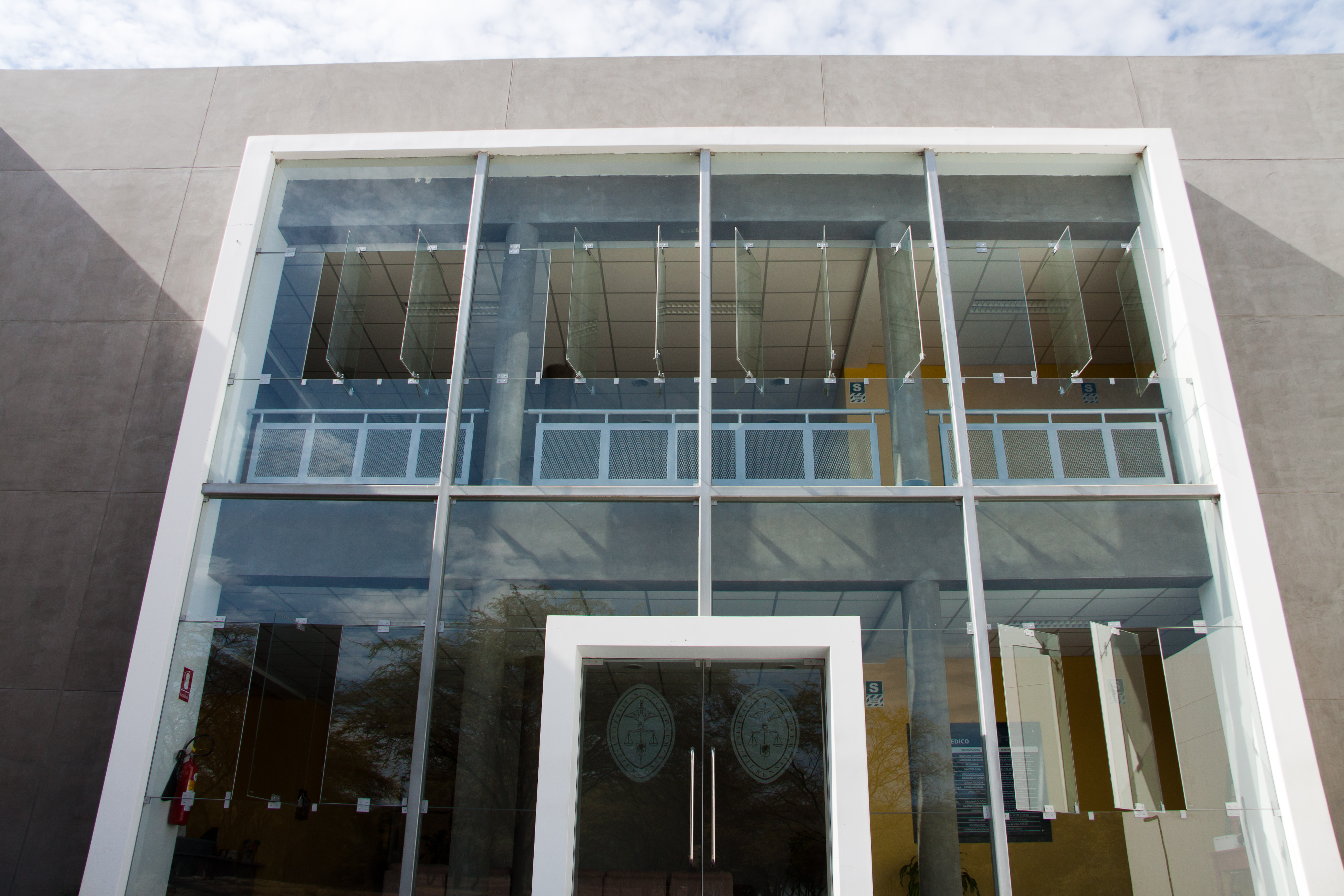
Centro Médico Universitario.

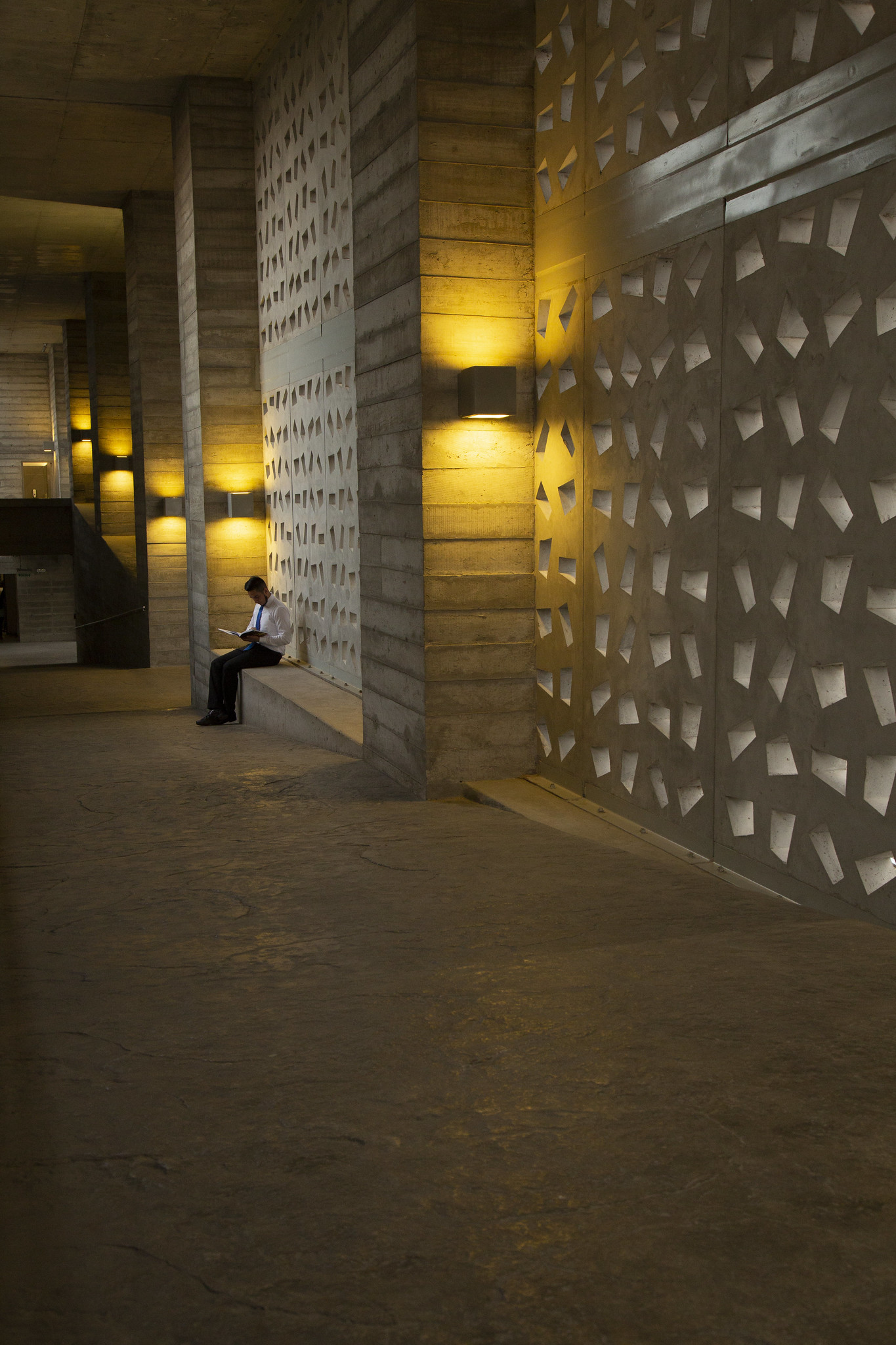
Interior del Edificio E de la Universidad de Piura.

La Universidad de Piura cuenta con Campus Piura y Campus Lima en los cuales brinda los siguientes programas de estudio de pregrado, maestrías y doctorados:
| Pregrado                                        | Pregrado |
| ----------------------------------------------- | --- |
| Facultad de Medicina                            | - Medicina Humana |
| Facultad de Ciencias Económicas y Empresariales | - Administración de Empresas - Economía - Contabilidad y Auditoría - Administración de Servicios |
| Facultad de Ingeniería                          | - Arquitectura - Ingeniería Industrial y de Sistemas - Ingeniería Mecánico-Eléctrica - Ingeniería Civil |
| Facultad de Comunicación                        | - Comunicaciones de Marketing - Comunicación Audiovisual - Periodismo |
| Facultad de Derecho                             | - Derecho |
| Facultad de Humanidades                         | - Psicología - Historia y Gestión Cultural - Filosofía (bachillerato) - Historia (bachillerato) - Programa Académico de Estudios Generales |
| Facultad de Ciencias de la Educación            | - Educación Inicial - Educación Primaria - Educación secundaria con mención en Matemáticas y Física - Educación secundaria con mención en Historia y Ciencias Sociales - Educación secundaria con mención en Lengua y Literatura - Educación secundaria con mención en Lengua Inglesa |
| Maestrías                                       | |
| Facultad de Humanidades                         | - Maestría en Filosofía con mención en Antropología Filosófica - Maestría en Gestión Cultural |
| Facultad de Comunicación                        | - Maestría en Comunicación Estratégica de las Organizaciones |
| PAD - Escuela de Dirección                      | - MBA Full Time - MBA Part Time - Medex |
| Facultad de Ciencias Económicas y Empresariales | - Maestría en Gestión del Talento Humano - Maestría en Marketing - Maestría en Economía |
| Facultad de Ingeniería                          | - Maestría en Agronegocios - Maestría en Ingeniería Vial - Maestría en Recursos Hídricos - Maestría en Ingeniería Mecánico-Eléctrica con mención en sistemas energéticos y mantenimiento - Maestría en Control Automático y Automatización de procesos industriales                   |
| Facultad de Derecho                             | - Maestría en Derecho de la Empresa - Maestría en Derecho Administrativo y Regulación del Mercado - Maestría en Derecho Público |
| Facultad de Educación                           | - Maestría en Ciencias de la Educación con Mención en Psicopedagogía y Mención en Gestión Educativa |
| Doctorados                                      | |
| PAD - Escuela de Dirección                      | - Ph.D en Gobierno de Organizaciones. |
| Facultad de Humanidades                         | - Doctorado en Humanidades con Estudios sobre Cultura |
| Facultad de Ingeniería                          | - Doctorado en Ingeniería con mención en Automatización, Control y Optimización de Procesos (DICOP). |
| Facultad de Derecho                             | - Doctorado en Derecho |
| Facultad de Educación                           | - Doctorado en Educación |

## Infraestructura

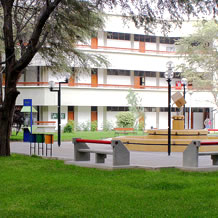
Campus de la Universidad de Piura.

El Campus Piura de la UDEP se encuentra en un extenso terreno de 130 hectáreas, con 90 de ellas dedicadas a albergar algarrobos, fruto de un proceso de reforestación continuo iniciado en 1969.
Entre sus principales edificaciones se encuentran:
- Edificio de Gobierno
- Edificio Central
- Edificio IME
- Edificio Derecho
- Edificio 80
- Ciencias Biomédicas
- Biblioteca
- Edificio de Comunicación
- Edificio de Educación
- Edificio Ingeniería Civil
- Laboratorio de Química
- Instituto de Hidráulica e Hidrología
- Centro de Producción Audiovisual
- Cancha deportiva
- Radar atmosférico
- Edificio E

Adicionalmente, la UDEP cuenta con un campus en Lima, que abarca 23 000 metros cuadrados en el distrito de Miraflores, resultado de un contrato de alquiler a 20 años con los Hermanos Maristas. Además, posee la Casona Pardo en el mismo distrito.

## Capellanía

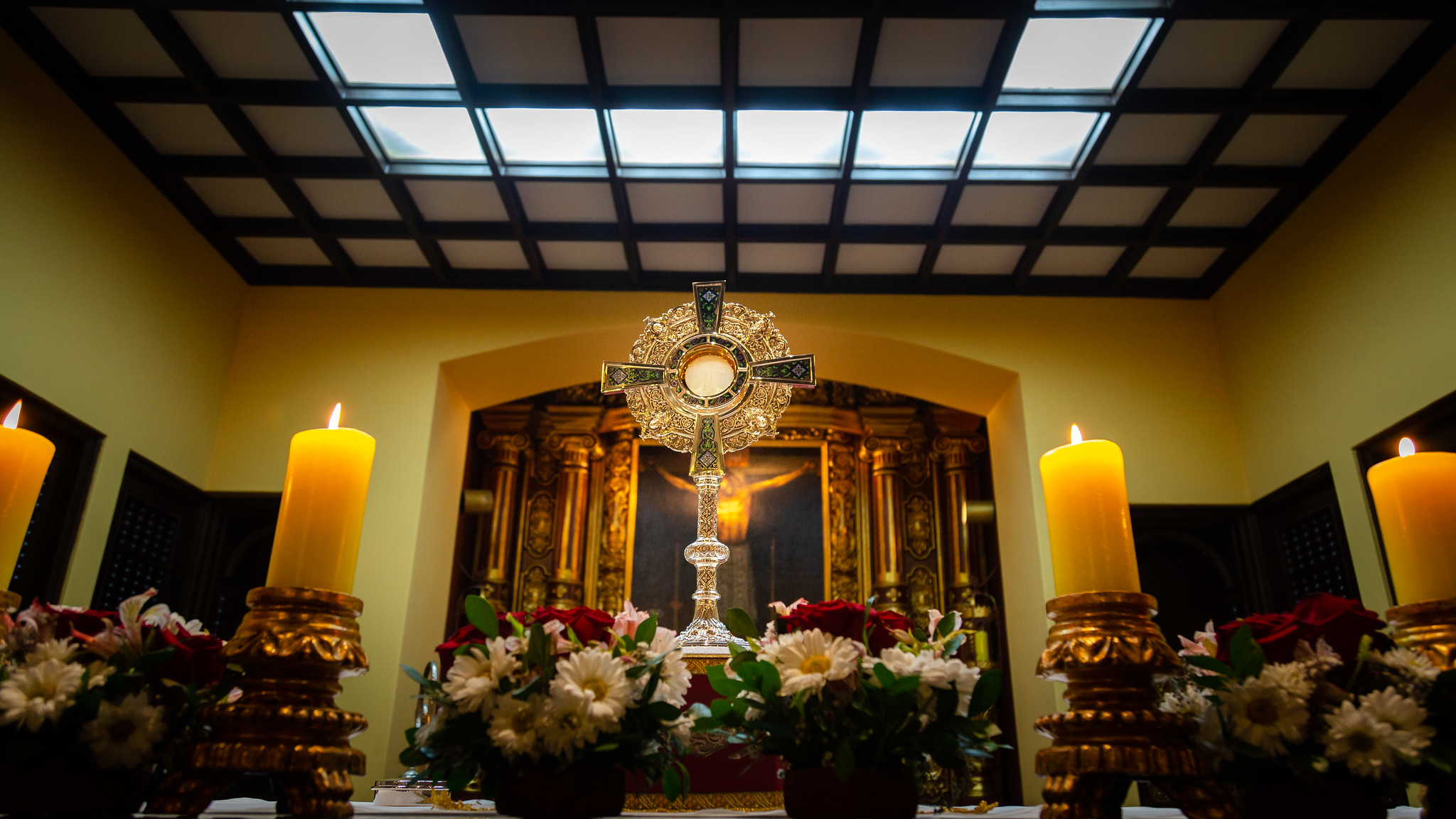
Interior de la Capilla Universitaria de la UDEP Campus Piura.

Cada uno de los campus dispone de su propia capellanía, un lugar destinado a brindar apoyo humano y espiritual para aquellos vinculados a la Universidad de Piura, facilitando así su desarrollo en la vida cristiana.
La capellanía organiza diversas actividades abiertas a todas las personas interesadas en participar. Además, los capellanes están disponibles para brindar consejo y orientación a aquellos que buscan desarrollar su vida personal en aspectos tanto humanos como espirituales.
La capellanía también facilita la práctica sacramental y la vida de oración, incluyendo la celebración diaria de la Santa Misa. Los confesionarios están regularmente disponibles para administrar el Sacramento de la Penitencia.
El padre Ricardo González Gatica es el Capellán Mayor de la Universidad de Piura y Capellán de la Facultad de Ciencias Económicas y Empresariales y del Programa Académico de Arquitectura del campus Piura. Por su parte, el padre Juan Armas Cálasich es el Capellán coordinador en el Campus Lima.
La formación doctrinal y espiritual de la Capellanía de la Universidad de Piura está a cargo de la Prelatura del Opus Dei.

## Investigación
- Instituto de Ciencias para la Familia (ICF)
- Centro de Ciencias Biomédicas

## Cultura
- Centro Cultural
- Centro de Idiomas
- Instituto Confucio

## Rankings académicos
En los últimos años, se ha vuelto común utilizar rankings universitarios internacionales para evaluar el desempeño de las universidades en todo el mundo. Estos rankings clasifican a las instituciones según una metodología científica que mide criterios objetivos, como la reputación académica, la empleabilidad de los egresados, las citas de investigación y el impacto en la web.
En el Perú, existen 97 universidades licenciadas, y la Universidad de Piura se ha ubicado regularmente entre las quince primeras en determinados rankings universitarios internacionales.

## Publicaciones sobre la Universidad de Piura
- AA.VV (ed.), Libro conmemorativo de la Universidad de Piura, Piura, Universidad de Piura, 1999, 1ª,  XIX, 145 pp.
- Aspíllaga Pazos, Carmela, "Voz: «Universidad de Piura»", en Diccionario de San Josemaría Escrivá de Balaguer, Burgos, Monte Carmelo - Instituto Histórico Josemaría Escrivá, 2013, pp. 1234-1235.
- AA.VV (ed.), Universidad de Piura: 50 años: [1969-2019: celebraciones 50 años Universidad de Piura], Piura, Universidad de Piura, 2019, 1ª,  239 pp.
- Vélez Moro, Víctor (ed.), Comenzó siendo pequeño: Historia de los primeros cincuenta años de la Universidad de Piura, Piura, Universidad de Piura, 2021, 1ª, 294 pp.[26]